# PZL.22
PZL.22 – prototyp jednomiejscowego, jednosilnikowego samolotu doświadczalnego w układzie bezogonowca, zbudowany w 1934 roku w Państwowych Zakładach Lotniczych. Samolot opracował polski inżynier, profesor Gustaw Andrzej Mokrzycki.

## Historia
Samolot został opracowany przez profesora Gustawa Mokrzyckiego jako pierwszy (i jedyny zbudowany) polski samolot bezogonowy. Był on efektem badań profesora nad nowymi koncepcjami rozwoju samolotów i skutkiem inspiracji badaniami niemieckiego konstruktora Lippischa nad samolotem bezogonowym. Prace projektowe były prowadzone pod koniec 1932 r. w Studium Prototypów Państwowych Zakładów Lotniczych. Miały służyć zebraniu doświadczeń techniczno-eksploatacyjnych i materiałowych specyficznych dla tego układu aerodynamicznego.
Samolot sfinansowany przez Ligę Obrony Powietrznej i Przeciwgazowej został zbudowany w 1934 roku w zakładach PZL otrzymując oznaczenie PZL.22. Do oblotu prototypu nie doszło wobec obaw władz o bezpieczeństwo (zakaz wydany przez gen. Rayskiego). Konstrukcji zarzucano, że zbyt wysoko położona kabina pilota nie gwarantuje równowagi samolotu podczas rozbiegu.

## Służba w lotnictwie
Samolot ten nigdy nie wyszedł poza fazę prototypu i tym samym nigdy nie służył w lotnictwie.

## Opis techniczny
Konstrukcja mieszana metalowo-drewniana. Kadłub o konstrukcji wręgowej, kryty sklejką. Płat dwudźwigarowy, o konstrukcji drewnianej, kryty sklejką i płótnem. Podwozie stałe, trójpunktowe ze sterowanym kółkiem ogonowym. Oprofilowane aerodynamicznymi owiewkami, amortyzowane sznurem gumowym. Napęd stanowił początkowo silnik rzędowy de Havilland Gipsy Major III o mocy 230 KM, który zastąpiono następnie silnikiem Menasco o mocy 150 KM. Śmigło ciągnące, dwułopatowe produkcji PZL.

## Wersje
- PZL.22 – prototyp samolotu bezogonowego.